# Campanha dácia de Domiciano
Campanha dácia de Domiciano foi um conflito entre o Império Romano e o Reino da Dácia, que havia invadido a província da Mésia. A guerra aconteceu durante o reinado do imperador Domiciano entre 86 e 88.

## Invasão Dácia (86)
No final de 85 ou, mais provavelmente, início de 86, o rei dácio Duras ordenou que seus exércitos atacassem a província romana da Mésia, ao sul do Danúbio. Suas forças eram lideradas por Diurpaneu, geralmente citado como sendo a mesma pessoa que seria depois conhecida como Decébalo e reinaria a Dácia, embora esta hipótese tenha origens obscuras e problemáticas. Aparentemente os romanos foram pegos de surpresa, pois o governador Ópio Sabino e uma legião, possivelmente a V Alaudae, foram aniquilados.
Depois da agressão, o imperador Domiciano, acompanhado por Cornélio Fusco, prefeito da Guarda Pretoriana, foram para a Mésia, reorganizaram a província em Mésia Inferior e Mésia Superior, e começaram a planejar a campanha na Dácia. Para substituir a legião perdida e reforçar o exército romano na região, a IIII Flavia, da Dalmácia, e duas outras legiões, a I Adiutrix e a II Adiutrix, das províncias ocidentais, foram ao encontro do imperador. A região de Sirmio foi anexada à Mésia Superior para permitir uma base única de operações para a ameaçada Fronteira da Dácia (em latim: Limes dacicus).
Os historiadores não chegaram a um consenso sobre o o que aconteceu em seguida. A. Mócsy sugere que, depois de entregar o comando a Fusco, que expulsou os invasores da província, Domiciano voltou para Roma. Segundo E. T. Salmon e M. Bunson, porém, Domiciano teria liderado pessoalmente as operações e teria voltado para Roma depois para celebrar um triunfo duplo.

## Derrota de Cornélio Fusco
Ainda em 86, animado pelo sucesso inicial, Fusco cruzou o Danúbio e invadiu a Dácia. Porém, seu exército foi emboscado e destruído; Fusco morreu nesta batalha Segundo E.T. Salmon e outros historiadores, esta teria sido a batalha na qual a V Alaudae foi aniquilada. Seja como for, foi depois da Campanha dácia de Domiciano que ela desapareceu dos registros. Esta batalha é conhecida como Primeira Batalha de Tapas (em latim: Tapae).
Depois desta vitória, Diurpaneu teria recebido o nome de Decébalo ("forte como dez selvagens").

## Paz
Depois desta batalha, o curso dos eventos é incerto e não foi ainda possível realizar uma reconstrução cronológica satisfatória. Suetônio menciona que houve "diversas batalhas com resultados variados" contra os dácios. Lúcio Antônio Saturnino, comandante do exército na fronteira da Germânia, se revoltou e jáziges, marcomanos e quados se recusaram a fornecer tropas para a campanha de Domiciano, que assassinou seus emissários e os atacou antes de partir para a fronteira do Reno. Ele foi forçado a retornar para a Panônia depois de uma derrota romana. Todos estes problemas simultâneos interromperam a campanha na Dácia e Decébalo, já rei dos dácios, propôs a paz, enviando seu irmão, Diegis, como seu representante plenipotenciário. Sob os termos do tratado, Decébalo devolveu os prisioneiros de guerra que havia feito e recebeu emprestado alguns engenheiros romanos, que o ajudaram a construir fortificações defensivas. Os romanos ficaram obrigados a pagar um subsídio anual de 8 milhões de sestércios e Decébalo foi reconhecido como rei cliente de Roma.

## Consequências
Pelo resto do reinado de Domiciano, a Dácia permaneceu como um reino cliente relativamente pacífico, mas Decébalo utilizou o dinheiro romano para reforçar suas defesas. Domiciano provavelmente desejava reiniciar a guerra e reforçou a Mésia Superior com mais duas alas da cavalaria vindas da Síria e com pelo menos cinco coortes da Panônia. Trajano continuou a política de Domiciano e acrescentou mais duas unidades auxiliares à região e aproveitou-se destas tropas em sua própria campanha contra os dácios